# Sarria (municipi)
|  | No s'ha de confondre amb Sarrià. |

Sarria és un municipi i capital de la comarca de Sarria de la província de Lugo, a Galícia i està dintre de la ruta del Camí francès de Sant Jaume. Entre els seus monuments destaca la Torre de la Fortalesa dels Marquesos de Sarria, únic element supervivent del castell, i el Monestir de la Magdalena construït en el segle xiii. En total, arreu del municipi es poden trobar fins a 20 esglésies de l'època romànica.

## Història

### Prehistòria i història antiga
La zona on més tard estaria localitzada Sarria i la seva comarca ja estava habitada en èpoques anteriors. D'aquella època queden nombroses restes arqueològics com poden ser inscultures (o gravats en les roques) a les parròquies de Maside i Barbadelo, dòlmens en Santa Marta, Arxemil, Vilamaior i sobre tots els castros (poblats d'origen preromà que van sobreviure en alguns casos fins a l'edat mitjana). Destaquen els castros de San Cosme da Pena, Outeiro de Goián, As Paredes de Barbadelo, San Estevo de Maside, Calvor, Mundín, Teilonxe, Santa Icía s terres de Froián, San Miguel de Vilapedre, Tremeado, Padriñán, Betote i Tosal.

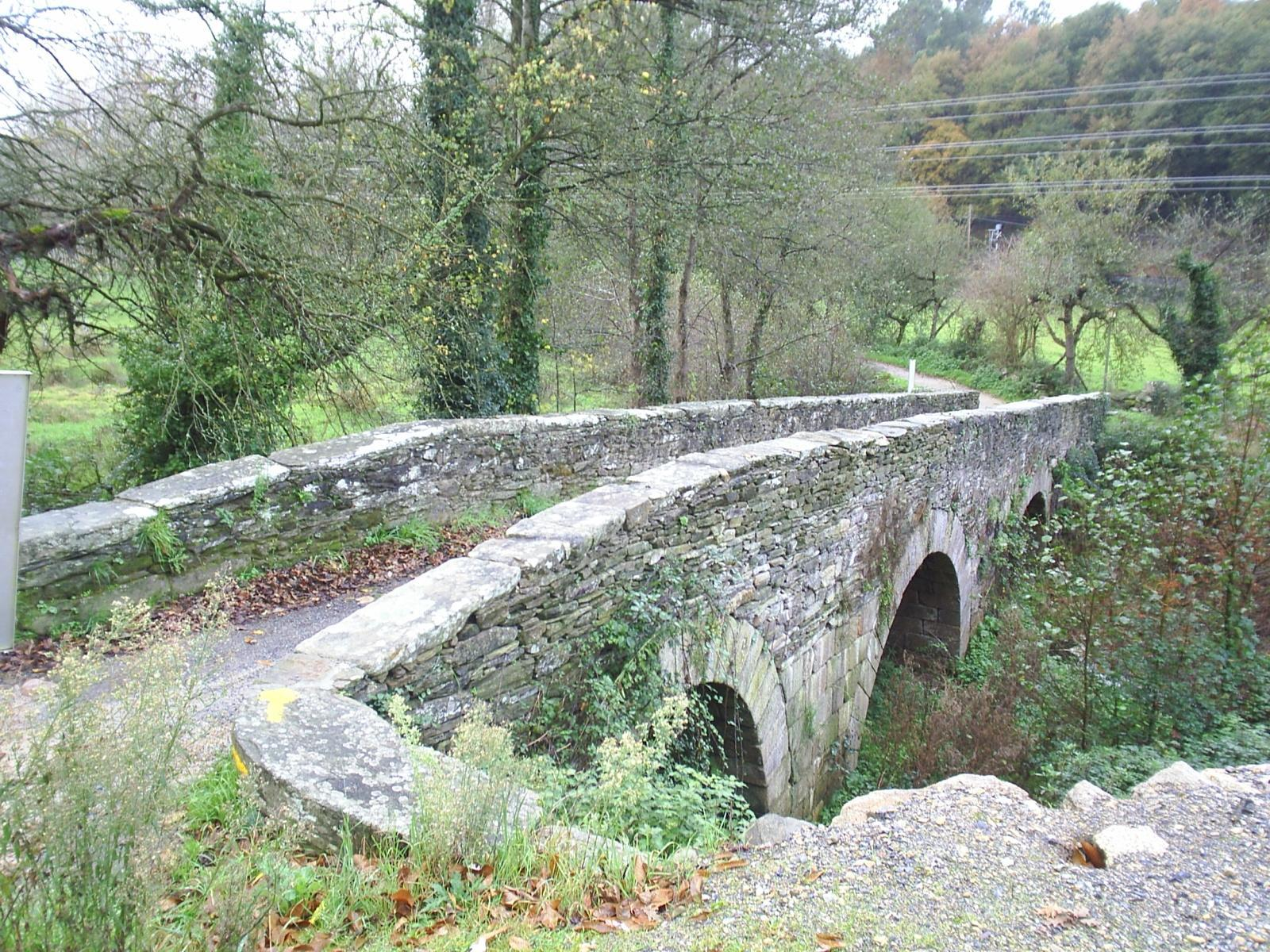
Vista lateral del pont romà

La presència romana en Sarria ve lligada a l'hegemonia de la ciutat romana més propera, Lucus Augusti que enllaçava a través de la vila sarriana amb Castro Dactonio (Monforte de Lemos), excavacions arqueològiques van revelar la presència de dues viles romanes localitzades a Vilar de Sarria i en San Antolín. També es va trobar un deixant funerari procedent de Vilar de Sarria que ara aquesta exposada en el Museu de Pontevedra. En el període sueu es va localitzar el comtat sarriense en la zona que va des del Neira fins al Sil, abastant terres d'O Cebreiro, Valcarce i O Courel. La resta de la comarca sarriana pertanyia al comtat paramenc. La conquesta musulmana va ser escassa i no va deixar rastres tot just rastres arquitectònics ni topònims locals. L'única cosa assenyalable d'aquesta època fou que va haver una repoblació de la comarca de Sarria a la qual no va ser aliena el monestir de Samos.

### Edat mitjana
La fundació del monestir de San Estevo de Calvor "in vila històrica" està datada en l'any 785. En el primer període medieval cal destacar que es consolida el Comtat de Sarria, en el qual els seus tinents duien ja a partir del segle x el nom de "Comes in Sarria" o "Comes in Elarín", ja que a Larín (Láncara) estava la "Vila Real" on residien els merinos i jutges reals que tenien jurisdicció entre el Miño i el Sil, i en alguns casos "fins a la riba del mar".
A més del comtat samenc, normalment vinculat al comtat de Lemos i a la família reial, va haver altres tinences a Louseiro i Froián, així com una "mandatio" a Barbadelo, juntament amb possessions lligades als reis en Louseiro i San Cosmede. D'aquest temps queda la referència a diferents monestirs, generalment de tipus familiar, que van acabar sota la tutela del Monestir de Samos: San Mateo de Vilapedre. San Antoniño de Sarria, Santa María de Corvelle, San Estevo de Calvor, San Paio de Cessar, San Paio i San Miguel de Piñeira, San Salvador de Rosende, Santiago i San Martíño de Barbadelo, Santiago de Mortoláns a Froián, San Salvador de Barxa, San Adriao de Monte Ermo..., que van donar lloc a una intensa colonització de les terres i a la renovació de les tècniques de cultiu.
El Camí de Santiago és el motor del que sorgeixen hospitals, ermites, ponts, fondes. Atraient a institucions assistencials ("els Madalenos" en Sarria, els templers en Sant Estevo de Barbadelo...). A la fi del segle xii es funda Vilanova de Sarria, de mà del rei Alfons IX assignant-li el fur que anava a regir-se com vila real. El rei moriria en la mateixa vila el dia 24 de setembre de 1230.

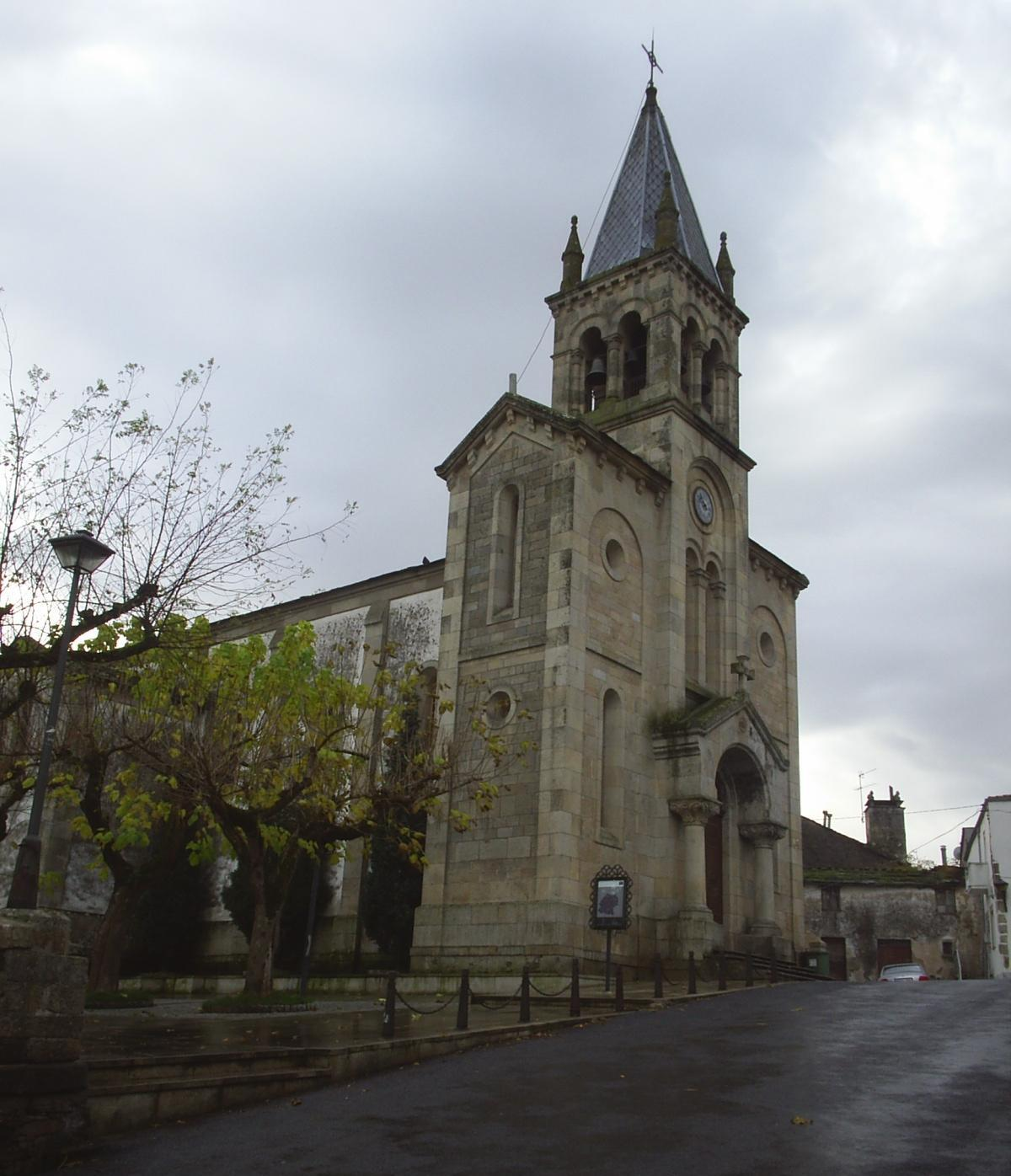
Campanar de l'Església de Santa Marina

El 1280 ja estarà completat l'estructura de la vila (Camiño francès, Rúa de Queiroga i Rúa do Pombal), i compte amb dues esglésies (San Salvador i Santa Marina), un monestir (A Malena) i dues ermites (Santiago do Comprado i Santa María den Barbadelo). La vila es converteix en feu quan el rei Pere I de Castella concedeix  Fernando de Castro les Pobras de Sarria, Sant Xulián, Outeiro de Rei en 1360. En l'any 1366 es vincularà amb el Comtat de Lemos passant a tenir caràcter hereditari. La influència del comtat creix al tenir jurisdicció sobre les "Cinc Pobras" (A Pobra de Sarria, Sant Xulián da Pobra, A Pobra de Adai, San Estevo da Pobra de Neira de Susao i Pobra de Triacastela). Per a governar-les es crea en sarria un «merino major» i «merinos subalterns» en cadascuna d'aquestes pobles. La fortalesa política de sarria tenia correspondència en la multitud de fortaleses (fortalesa de Sarria) i castells documentats (Castelo de Loureiro de Froián. Castelo de Louseiro, Castelo dos Infantes, Castelo de Meixente i Torre de Domiz) des de les quals senyorejaven famílies hidalgues, ames de petites jurisdiccions.
La «Revolta Irmandiña» va a tenir incidència en aquestes terres, tant pel que es refereix al primer moment de triomf de la pagesia (la fortalesa de sarria és derrocada) com en la repressió que va venir amb la victòria dels nobles (Reconstrucció de castells i fortaleses).

### Edat Moderna
En l'any 1503 Fernando de Castro és nomenat Marquès de Sarria per Carles I. Don Dinís de Castro funda a la fi del segle xvi l'Hospital de San Antón, per a l'atenció de pelegrins que tornaven de Santiago, i en 1568 el Monestir de la Magdalena s'integra en l'Orde Agustina, extingint-se així l'Ordre dels Benaventurats Màrtirs de Crist («Magdalenos») que l'havia governat en els tres segles anteriors. El descens de les peregrinacions a Compostela va portar un llarg període de decadència per a la vila. En el segle xiii, contava solament amb setanta cases en la vila i uns pocs comerços (taverna, obrador de veles de sèu, una carnisseria i una alabaceria). La suma de totes les parròquies no reunia més de 350 persones. En 1794 es crea la «Escola de Primeres Lletres» a càrrec de les rendes de l'Hospital de San Antón. S'àmplia la jurisdicció de Sarria, abastant els Partits d'Andaduría, A veiga, Ferreiros, Sobre da Riba, Froían i Lobataira.

### Edat Contemporània
En el s. XIX durant la invasió francesa hi ha un saqueig d'esglésies. També exigeixen gra i diners. La creació del Concello Constitucional i el Partit, Judicial de Sarria el 1820 suposen una gran modificació règim administratiu. En 1840 es forma de manera definitiva el Concello compost per 51 parròquies, que provenien de les antigues jurisdiccions del Marquesat de Sarria, Cástelo dos Infantes, Vilapedre, Goián, Vilar, Torre de Domiz, A Pinza i altres procedents de Samos. La Desamortització portarà com a conseqüència la desaparició de la vida comunitària en el monestir de la Madalena, la subhasta de rendes i terres dels monestirs, majoritàriament adquirides per la burgesia emergent.
Les guerres carlines van a tenir a Sarria certa importància, ja que aquesta zona va ser una de les que va tenir presència de partides, especialment la del «Souto de Remesar». L'obertura de la carretera de Lugo a Valdeorras (cap a 1850) i del ferrocarril (1880) suposen un gran impuls per al desenvolupament de la comarca, potenciant el comerç i la sortida dels productes naturals. La vila s'expandeix per la vega i neixen nous barris (San Lázaro, A Estació, As Casetas..,) en els quals s'assenten preferentment gents foranes que estableixen magatzems i petites indústries. En 1885 s'inaugura la nova església de Santa Maríña. En 1896 s'instal·len a Sarria els Pares Mercedaris s'inauguren les Escoles Públiques, donació del filantrop sarrià Matías López. La seva vídua, Marquesa de Casa López, crea l'Hospital Municipal, a Campo de Outeiro, inaugurat en 1909.
L'activitat comercial i industrial de la vila van augment i a principis del segle xx ja arribava a una població de 1500 habitants. S'obren nous carrers i l'activitat exportadora (bestiar, cereals, castanyes, patates, pernils i chorizos) farà que la riquesa vagi en augment. En 1916 arriba l'electricitat i poc més tard la portada d'aigües. Els períodes de la Dictadura i la Segona República porten augment del nombre de carreteres i escoles i la urbanització dels principals carrers de la vila. La factoria de ciments d'Oural assenyala a partir dels anys 1960 el començament d'un procés d'industrialització recolzat en la construcció i en la indústria del moble, que juntament amb el retorn d'emigrats a Amèrica i Europa, assenyalaven l'aixecament econòmic, amb un procés parell de modernització del sector agrícola-ramader.
La posada en funcionament de nous centres d'ensenyament (Col·legis Públics en Sarria i Oural, Col·legi de l'Assumpció, Col·legi de La Mercè, Instituts de Batxillerat i FP), així com les dotacions de Residència d'Ancians i Centre de Disminuïts Psíquics, juntament amb un equipament esportiu i d'oci, faran que la vila de Sarria es converteixi en un nucli que irradia la seva influència sobre una àmplia i rica comarca, constituint un centre de serveis dinàmic i amb oferta molt diversificada. Avui, Sarria és el punt on més pelegrins comencen el camí de Sant Jaume, ja que es troba a 111 km de Compostel·la i el mínim per a obtenir la Compostela en arribar a Santiago. Són 100 km caminant o a cavall. Aquí arriben amb tren directament des de Madrid, Barcelona o des del País Basc molts dels quals no volen fer més dels 111 km, o amb autobús des de tot Espanya després de trasbord de 30 km des de Lugo o després d'arribar amb avió a Santiago (1.30 a Sarria) o Corunya (1 h) arriben a la vila de Sarria i només han de buscar l'Escalinata Major per a començar el seu pelegrinatge. Després de Sarria els punts on més pelegrins comencen són Roncesvalls, Astorga, Donibane Garazi i O Cebreiro. Però per a arribar a Sarria des de la A-6 des de Pedrafita do Cebreiro (49 km) o des de la sortida de Castroverde, però mai des de Becerreá, ja que la carretera entre ambdues viles és molt dolenta, almenys en 2007.

## Geografia

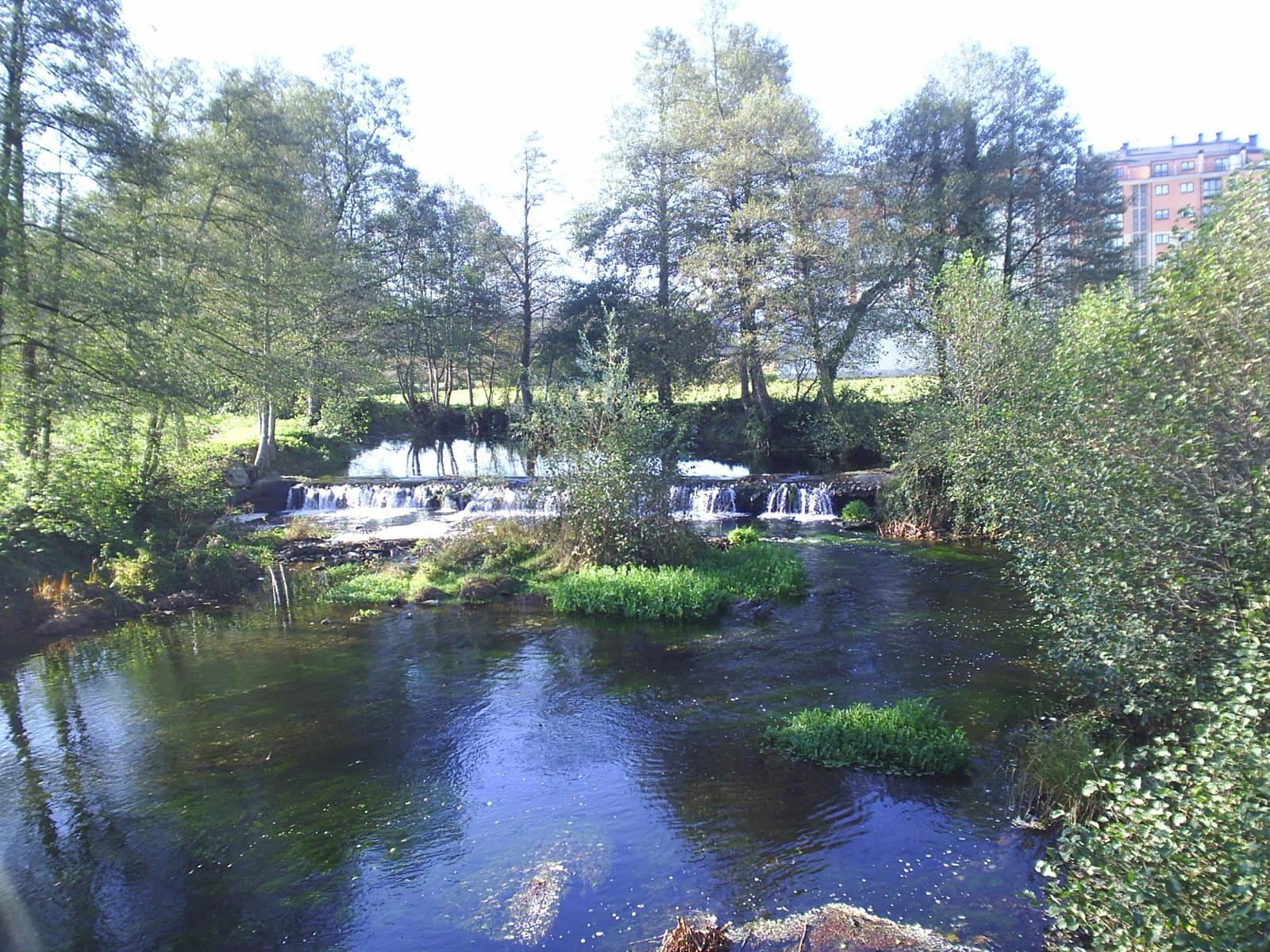
El riu Sarria a la sortida de la vila.

El municipi es troba a la meitat sud de la província i limita al nord amb els municipis de Láncara i O Páramo, al sud amb O Incio, a l'est amb Samos i a l'oest amb Paradela.
En el seu territori s'hi poden distingir tres zones geogràfiques: una plana situada al centre i oest, amb altituds que oscil·len entre els 500 i 700 metres, una zona muntanyosa a l'est que arriba fins als 800 metres al Monte Páramo o al de Santa Icía, i la vall de Sarria, d'uns 400 metres d'altitud. El principal riu, que dona nom al municipi és el Sarria, que neix a les muntanyes de Triacastela. En ell desemboquen el riu Celeiro i el Ferreiros.
Té un clima oceànic amb influències continentals, per trobar-se lluny del mar i en una vall. Els hiverns són freds amb glaçades freqüents i els estius suaus, amb una temperatura mitjana anual de 13 °C. Les precipitacions són abundants i repartides al llarg de l'any, i és poc freqüents durant l'estiu.

### Parròquies
| - Albán (Santa María) - Barbadelo (Santiago) - Belante (Santa María) - Betote (San Vicenzo) - Biville (San Miguel) - Calvor (Santo Estevo) - O Camiño (San Mamede) - Castelo dos Infantes (Santiago) - Cesar (San Salvador) - A Chanca (San Mamede) - Chorente (San Xulián) - Corvelle (Santa María) - Fafián (San Xoán) - Farbán (Santiago) - Ferreiros (San Sadurniño) - Fontao (San Martiño) - Frades (San Xulián) | - Goián (San Miguel) - Lier (Santa María) - Loureiro (San Martiño) - Lousadela (Santo Estevo) - Louseiro (San Martiño) - Maside (San Pedro) - O Mato (San Salvador) - Meixente (San Xulián) - Nespereira (Santiago) - Ortoá (Santa María) - A Pena (Santa María) - Piñeira (San Miguel) - A Pinza (San Salvador) - Requeixo (San Martiño) - Rubín (Santa Mariña) - San Fiz de Reimóndez (San Pedro Fiz) - San Fiz de Vilapedre (San Fiz) | - San Miguel de Vilapedre (San Miguel) - San Pedro de Froián (San Pedro) - San Sadurniño de Froián (San Sadurniño) - San Salvador da Pena (San Salvador) - San Vicenzo de Froián (San Vicenzo) - San Xulián da Veiga (San Xulián) - Santalla de Arxemil (Santalla) - Santo André de Paradela (Santo André) - Santo Antolín (Santa Eufemia) - Santo Estevo do Mato (Santo Estevo) - Sarria (San Salvador, Santa Mariña, Nosa Señora do Rosario) - Seteventos (San Pedro) - A Veiga (Santiago) - Vilamaior (Santa María) - Vilar (Santa María) - Vilar de Sarria (San Salvador) |

### Demografia

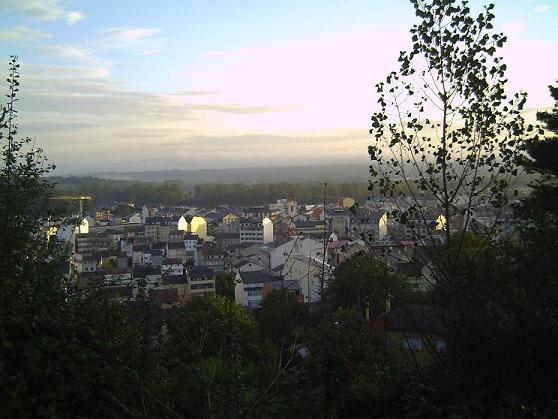
Vista de la vila de Sarria.

Sarria, amb una població de 13.508 habitants el 2009, és el cinquè municipi més poblat de la província de Lugo per darrere de Lugo, Monforte de Lemos, Viveiro i Vilalba, i el segon més poblat de la ruta del Camí de Sant Jaume dins de Galícia, per darrere de Santiago de Compostel·la.
Dels 13.508 habitants, 8.550 viuen a la vila de Sarria, mentre que la resta estan repartits pels 184,6 km² del terme municipal, nas a les 49 parròquies rurals restants.
La seva densitat de població és de 73,17 hab./km², que és una de les més altes de la província.

## Llocs d'interès
- Torre del Castell de Sarria
- Convent de la Magdalena
- Pont d'A Áspera

## Festes i celebracions
- Festes majors de Joan Baptista, del 23 al 27 de juny.
- Setmana Santa, amb les processons de Rams, Via Crucis i el Sant Enterrament.
- Entroido (Carnaval)
- Carnaval d'estiu, a l'agost.
- Noite Meiga, l'últim dissabte d'agost.
- Romeria d'Os Remedios, a l'Alto de Cesar, el 8 de setembre.